# Vladímir Xatàlov
Vladímir Xatàlov (rus: Владимир Александрович Шаталов)  (Petropavl, 8 de desembre de 1927 - Moscou, 15 de juny de 2021), nom complet amb patronímic Vladímir Aleksàndrovitx Xatàlov (rus: Влади́мир Алекса́ндрович Шата́лов), va ser un cosmonauta soviètic que va volar tres missions espacials del programa Soiuz: Soiuz 4, Soiuz 8 i Soiuz 10. També fou diputat electe del 10è Soviet Suprem de la Unió Soviètica i va dirigir el Centre de Formació de Cosmonautes Iuri Gagarin entre 1987 i 1991.

## Biografia

### Primers anys i formació com a pilot
Vladímir Aleksàndrovitx Xatàlov va néixer el 8 de desembre de 1927, en la família d'un treballador ferroviari, a la ciutat de Petropàvlovsk, llavors a la República Socialista Soviètica Autònoma Kazakh de la RSFSR (ara el centre administratiu de la província del Kazakhstan Septentrional de la República del Kazakhstan). El seu pare fou l'Heroi del Treball Socialista Aleksandr Boríssovitx Xatàlov.
El 1941 es va graduar al 6è grau de l'escola núm. 4 de Leningrad. Durant els seus anys d'escola es va dedicar a l'aeromodelisme al cercle del palau dels pioners. El 1941, va participar en la defensa de Leningrad durant un mes i mig. Juntament amb el seu pare va estar al tren de reparació i restauració "Sviazrem-1", i després es va dirigir a la Petropàvlovsk natal, tot seguint l'ordre d'evacuació obligatòria per a dones, nens, i gent gran. El 1943 es va graduar al setè grau de l'escola de Petropàvlovsk.
El 1945 es va graduar a la sisena escola especial de la força aèria de Vorónej, que va ser evacuada a Kharagandí i després a Lípetsk.
El juliol de 1945 va ingressar a la 8a Escola d'Aviació Militar per a la formació inicial de pilots. L'agost de 1945, va ser tancat, va continuar els seus estudis a l'Escola de Pilots d'Aviació Militar Bandera Roja de Katxin, amb seu a aquella època a la ciutat de Mitxúrinsk, a la regió de Tambov. El 1949 es va graduar a l'escola i es va convertir en pilot.
El 1956 es va graduar a l'escola de comandament de l'Acadèmia de la Força Aèria Soviètica. Des de novembre de 1956 va exercir com a comandant adjunt d'esquadrilla. Després fou comandant d'esquadrilla i, des de maig de 1960, comandant adjunt d'un regiment d'aviació en unitats de combat de la Força Aèria. Des del febrer de 1961, va exercir com a inspector-pilot sènior del departament d'entrenament de combat del 48è exèrcit aeri del districte militar d'Odessa.
Era expert en el pilotatge dels avions UT-2, Iak-3, Iak-9, Iak-9p, Iak-9t, Iak-11, Iak-12, Iak-18, MiG-15, MiG-15UTI, MiG-15bis, MiG-17, MiG-21, MiG-21u, Su-7B, Il-14, Tu-104 i l'helicòpter Mi-4. El temps total de vol fins al moment de la inscripció al cos de cosmonautes era de més de 2.500 hores.

### Activitat com a cosmonauta

#### Selecció i formació
Al llarg del 1962, Xatàlov va passar pel procés de selecció del segon grup militar de cosmonautes soviètics. El 8 de gener de 1963 va ser acceptat com a aspirant a cosmonauta. Va aprovar l'examen final el gener de 1965 com un dels quatre millors dels 15 candidats presentats.

#### Voskhod 3
Des del març de 1965, Xatàlov es va formar per al comandament de la Voskhod 3, amb la qual s'hauria de millorar el registre a llarg termini de la Vostok 5 de 5 a 15 dies. La nominació de Xatàlov i Beregovoi com a possibles comandants del programa Voskhod es va trobar amb la resistència dels membres del primer grup de cosmonautes de la Unió Soviètica, no tots els membres del qual havien rebut encara un vol. El vol previst per a la Voskhod 3 es va ajornar repetidament i finalment no es va dur a terme mai.

#### Programa lunar
El desembre de 1966 es van reorganitzar els grups d'entrenament dels cosmonautes soviètics. Xatàlov tenia esperances de convertir-se en un comandant de substitució en un dels primers vols tripulats de la nova nau espacial Soiuz. No obstant això, després de l'accident de la Soiuz 1 i la mort del pilot Vladímir Komarov, el projecte es va endarrerir.

#### Soiuz 3
El següent vol espacial tripulat no va tenir lloc fins a l'octubre de 1968 amb la Soiuz 3, i de nou amb només un cosmonauta com a tripulació. Xatàlov fou el substitut de Beregovoi.

#### Primer vol: Soiuz 4
El gener de 1969, Xatàlov va fer el seu primer vol espacial; havia estat nominat com a tripulant de la sonda Soiuz 4. Xatàlov havia escollit el riu Amur com a indicatiu de trucada.
Després que s'avortés un intent d'enlairament el 13 de gener, a causa de les baixes temperatures (-24 ° C), aquest va sortir bé l'endemà. Un dia després, la Soiuz 5 s'enlairava, des del cosmòdrom de Baikonur, amb una tripulació de tres homes. Després d'un encontre en òrbita, Xatàlov va dirigir la seva nau espacial per acoblar ambdues naus espacials tripulades per primera vegada. Una altra primera fita fou el trasllat de Aleksei Ielisséiev i Khrunov de la Soiuz 5 a la Soiuz 4. La Soiuz 4 va aterrar amb una tripulació de tres membres a bord. Tot i el fred de -30 ° C i entre 60 i 80 cm de neu, els sistemes d'aterratge varen funcionat bé.
Aquesta va ser la primera missió realment impecable del programa Soiuz. En contrast amb Beregovoi, Xatàlov havia mostrat una actuació impecable a la Soiuz. Havia dut a terme totes les maniobres amb un consum mínim de combustible.

#### Segon vol: Soiuz 6, 7, 8
Després de l'èxit del doble vol de la Soiuz 4 i la Soiuz 5, ara estava previst un triple vol amb la Soiuz 6, Soiuz 7 i Soiuz 8. Per primera vegada, hi hauria tres naus espacials tripulades i set cosmonautes a l'espai alhora.
Es va anunciar oficialment que el propòsit del vol era provar els sistemes de la nau espacial, realitzar maniobres en òrbita durant un vol en grup, així com dur a terme experiments científics, tècnics i biomèdics.
De fet, el propòsit del vol era l'acoblament de les naus espacials Soiuz-7 i Soiuz-8 i la transferència d'un cosmonauta de la sonda espacial Soiuz-7 a la Soiuz-8 i un en sentit contrari.
Se suposava que els cosmonautes de la Soiuz-6 serien a prop (a uns 50 metres) i filmarien l’acoblament. Tot i això, a causa del fracàs del sistema d’acoblament electrònic automàtic Igla, l’acoblament no es va produir. Les naus només estaven equipades per a fer l’acoblament automàtic; l’acoblament manual, sota el control dels cosmonautes, resultava impossible, ja que els cosmonautes no tenien mitjans per mesurar l’abast relatiu i la velocitat, que no estaven lligats al sistema Igla. L'intent d'acoblament manual no va tenir èxit: la velocitat relativa de les naus era massa alta i es van haver de dispersar urgentment.

#### Tercer vol: Soiuz 10
La missió de la Soiuz 10 era reunir-se i acoblar-se amb l'estació espacial Saliut 1. Després del llançament, la nau es va acostar a 180 m de l'estació en manera automàtica. Com que els cosmonautes no tenien suport instrumental per determinar la posició i la velocitat d'aproximació, l'acoblament no va tenir lloc en l'angle correcte. No es va poder fer una transferència a l'estació espacial a través de la portella i el desacoblament només va tenir èxit després de diversos intents. La Soiuz va estar acoblada 5 hores i 30 minuts a l'estació, durant les quals els cosmonautes van intentar accedir a l'estació, sense èxit.
La reentrada es va planejar perquè l'aterratge tingués lloc en una àrea a uns 80 km a sud-oest de Kharagandí. Durant la reentrada, l'aire de la càpsula es va contaminar, la qual cosa feu que un dels cosmonautes, Rukavíxnikov, quedés inconscient. Després del aterratge es va comprovar que els tres cosmonautes estaven bé, tot i l'incident de l'aire de la cabina.

#### Després dels vols espacials
Després del seu retorn, Xatàlov va intentar influir més en la formació i selecció de cosmonautes. El seu objectiu era convertir-se en adjunt de Nikolai Kamanin, la qual cosa aconseguí el 25 de juny de 1971 en el vol de la Soiuz 11. No obstant això, després que la tripulació de la Soiuz morís durant el vol de tornada, Kamanin va dimitir, el 8 de juliol de 1971, i va transferir el seu càrrec a Xatàlov.
Des del 3 de gener de 1987, Xatàlov va succeir Gueorgui Beregovoi com a cap del Centre de Formació de Cosmonautes Iuri Gagarin. Va ocupar aquest càrrec fins al 19 de setembre de 1991. El 21 de maig de 1992, Vladímir Xatàlov va renunciar al servei militar actiu amb el rang de tinent general de la força aèria.

#### Altres activitats
Del 1971 al 1991, Xatàlov va ser membre de la Comissió Estatal Soviètica per als vols espacials tripulats. Va ser autor i coautor de diversos llibres de viatges espacials.

## Distincions i premis
- Dos cops Heroi de la Unió Soviètica
  - Medalla Estrela d'Or (núm. 10713 - 22 de gener de 1969, núm. 85 - 22 d'octubre de 1969)
- Pilot Cosmonauta de la Unió Soviètica
- Ordre pel Mèrit a la Pàtria 4a classe
- Orde de l'Amistat
- Tres Ordes de Lenin (núm. 400976 - 22 de gener de 1969, 30 d'abril de 1971, 15 de gener de 1976)
- Orde de la Revolució d'Octubre
- Orde del Servei a la Pàtria a les Forces Armades 3a classe
- Medalla pel Servei de Combat
- Medalla del Centenari de Lenin
- Medalla al Servei Distingit en la Vigilància de les Fronteres de l'Estat
- Medalla de la defensa de Leningrad
- Medalla del 20è Aniversari de la Victòria en la Gran Guerra Patriòtica
- Medalla del 30è Aniversari de la Victòria en la Gran Guerra Patriòtica
- Medalla del 40è Aniversari de la Victòria en la Gran Guerra Patriòtica
- Medalla per Enfortir la Fraternitat en Armes
- Medalla del 250è Aniversari de Leningrad
- Medalla de la victòria sobre Alemanya en la Gran Guerra Patriòtica 1941-1945
- Medalla pel Desenvolupament de les Terres Verges
- Premi Estatal de l'URSS (1981): per l'organització de vols internacionals a l'estació orbital Saliut

Premis estrangers:
- Heroi del Treball Socialista (República Socialista de Vietnam)
- Orde de Ho Chi Minh (República Socialista del Vietnam)
- Orde de Karl Marx (RDA)
- Orde de l'Estrella Polar (Mongòlia)
- Orde del Cavaller de Madara (Bulgària)
- Orde de la Bandera de la República Popular d'Hongria
- Medalla "Germanor en armes" (Polònia)
- Medalla "Germanor en armes" (RDA)
- Medalla "100 anys d'alliberament de Bulgària de l'esclavitud otomana"

El cràter lunar Shatalov porta aquest nom en memòria seva.